# Résolution 190 du Conseil de sécurité des Nations unies
Membres permanents
- Chine (Taïwan)
- États-Unis
- France
- Royaume-Uni
- URSS

Membres non permanents
- Bolivie
- Brésil
- Côte d'Ivoire
- Maroc
- Norvège
- Tchécoslovaquie

Résolution no 189 Résolution no 191
La Résolution 190  est une résolution du Conseil de sécurité des Nations unies adoptée le 9 juin 1964, dans sa 1128e séance, après avoir réitéré ses précédentes demandes à la République d'Afrique du Sud, le Conseil a noté avec une grande préoccupation le procès de Rivonia et a exhorté le gouvernement à libérer toutes les personnes condamnées ou jugées pour leur opposition à l'apartheid. 

Le Conseil a également invité tous les États à exercer toute leur influence pour inciter le gouvernement d'Afrique du Sud de se conformer et a demandé au Secrétaire général de suivre de près la mise en œuvre de la présente résolution et d'en faire rapport au Conseil de sécurité le plus tôt possible .

## Vote
La résolution a été approuvée par sept voix contre zéro.

Le Brésil, la France, le royaume-Uni et les États-Unis s'abstiennent.

## Texte
- Résolution 190 Sur fr.wikisource.org
- Résolution 190 Sur en.wikisource.org